# Остшиково
Остшиково (пол. Ostrzykowo) — село в Польщі, у гміні Старожреби Плоцького повіту Мазовецького воєводства.
У 1975-1998 роках село належало до Плоцького воєводства.